# Jimmy Seddon
Pour les articles homonymes, voir Seddon.
Jimmy Seddon (né le 20 mai 1895 à Bolton et mort le 21 octobre 1971 à Southport est un footballeur anglais qui est connu pour avoir joué au centre de la défense des Bolton Wanderers durant les années 1920. 

## Biographie
Jimmy commence sa carrière dans l'équipe locale Hamilton Central, et il y est en 1913 quand on lui demande à une station de train de jouer pour la réserve des Bolton Wanderers. Il accepte l'offre mais malgré 7 matchs disputés avec l'équipe première cette saison-là, il ne joue pas d'autres matchs pour Bolton avant 1919 après avec contracté une blessure au pied pendant son service pour l'armée pendant la guerre. En 1919, il signe pour le club et devient joueur professionnel.
Jimmy joue alors pour une longue période pour Bolton, jouant 375 rencontres toutes compétitions confondues marquant cinq buts et remportant trois coupes d'Angleterre en 1923, 1926 et 1929. Il est la capitaine de la finale de 1929. Il est également sélectionné six fois en équipe d'Angleterre. Il fait ses débuts lors d'un match contre la France en 1923 à Paris.
Seddon se retire à la fin de la saison 1931-1932 et devient entraîneur de Dordrecht aux Pays-Bas et Altrincham dans les divisions inférieures anglaises avant de devenir l'entraîneur de Southport en 1936. Jimmy prend sa retraite quelques années plus tard et meurt en octobre 1971 à l'âge de 76 ans.